# میخ‌دندان
میخ‌دندان (نام علمی: Kentriodon) نام یک سرده از تیره میخ‌دندانان است.